# Bougon (fromage)
Pour les articles homonymes, voir Bougon.
Le Bougon est un fromage français au lait de chèvre à pâte molle, à croûte naturelle ou ensemencé de Penicillium camemberti. Il tient son nom de la commune de Bougon (Deux-Sèvres) où se concentre l'essentiel de sa production. 

## Description
De la taille d'un camembert il a une forme circulaire d'environ 11 cm et une épaisseur de deux à trois centimètres. Son poids est d'environ 250 g. Sa croûte est blanche et sa pâte est souple, lisse et homogène. Il a un parfum caprin prononcé nuancé d'une saveur noisette.

## Consommation
Sa période de consommation idéale s'étale d'avril à novembre après un affinage d'une dizaine de jours.

## Articles Connexes
- Poitou